# Колискова (роман)
Колиско́ва (англ. Lullaby) — сатиричний роман жахів американського письменника Чака Поланіка, виданий 2002 року.
Отримав 2003 року нагороду Pacific Northwest Booksellers Association Award, і був номінований на Bram Stoker Award for Best Novel 2002 року. Роман було адаптовано як  художником Kissgz, aka Gabor.

## Історія
Роман був опублікований у 2002 році після трагічних подій у житті автора: його батько і мачуха були вбиті і спалені, а Чак Поланік брав участь у судовому процесі, сприяючи смертному вироку вбивці.

## Сюжет
Події починаються з того, що репортер Карл Стрейтор починає досліджувати синдром раптової дитячої смерті. Діти помирають в колисці або навіть на руках у батьків. Як потім з'ясовує репортер, вони помирають після того, як їм прочитають старовинну африканську колискову із збірки «Вірші та потішки зі всього світу». Цю пісню читали своїм дітям, коли плем'я переростало межі свого місцеперебування, її читали безнадійно хворим або пораненим воїнам, щоб ті померли без мук. Пісня діє досі, від неї вмирає редактор репортера, його сусід і просто перехожі, які перешкоджали йому йти по вулиці.
З іншого боку, рієлторка Елен Гувер Бойль теж знає заклинання і вже користувалася ним у своїх цілях. У неї багато дивного, як і у всіх практичних, але жахливих героїв Поланіка. Наприклад, вона спеціалізується на будинках, заселених привидами або полтергейстами, і придбала виключне право на їх продаж. Це дуже вигідно, оскільки господарі будинків змінюються кожні два місяці. Потім вона приходить в магазини зі старовинними меблями, де відкручує ручки та інші блискучі металеві частини, дряпає лаковані поверхні. У підсумку вона купує меблі за їхньою «істинною» ціною без урахування їхнього віку та поєднує із загубленими частинами.
З бібліотеки Конгресу екземпляр книги дістає знайомий Стрейтора, поліцейський лікар Неш, і користується заклинанням задля некрофільського сексу із численними моделями. Стрейтор і Бойль разом із секретаркою Елен Моною, яка захоплюється магією, і хлопцем Мони на прізвисько Устриця, схибленим на екології, їдуть знищувати останні екземпляри «потішок». Згодом вони хочуть вийти на головну чаклунську книгу, звідки була переписана колискова — Грімуар. І кожен зі своєю метою. Карл Стрейтор хоче знищити Грімуар. Елен Бойль мріє стати всемогутньою і воскресити свого сина, убитого колисковою. А Мона і Устриця мріють стати новими Адамом і Євою на нашій грішній землі. В кінці книги за допомогою заклинання контролю чужого тіла, знайденого в Грімуарі, Устриця заволодіває Елен і завдає їй ран, несумісних із життям. Стрейтор читає їй «потішок», який позбавить її від страждань. Після смерті її розум за допомогою заклинання переселяється в ірландця-поліцейського, який випадково був неподалік.
Паралельно до основної лінії описуються події, які відбуваються після закінчення книги — Карл Стрейтор і ірландець-поліцейський (Сержант) полюють за Моною і Устрицею, які використовують магію у власних цілях.

## Адаптація книги
17 травня 2016 року на Kickstarter стартувала кампанія з екранізації роману «Колискова» у художній фільм. Режисером фільму буде Енді Мінго, який раніше зняв короткометражний фільм «Роман», заснований на однойменному оповіданні Паланіка, спочатку опублікованому в журналі Playboy. Адаптація є першою сценарною спробою Паланіка, оскільки він і Мінго разом написали сценарій.